# Yuichi Akasaka
Yuichi Akasaka (赤坂 雄?, Akasaka Yūichi; 29 settembre 1967) è un ex pattinatore di short track giapponese.

## Carriera
Come risultato più alto in carriera arrivò a conquistare la medaglia di bronzo nella staffetta 5000 m alle Olimpiadi di Albertville 1992.

## Palmarès

### Olimpiadi
Albertville 1992: bronzo nella staffetta 5000 m;

### Giochi asiatici
- Sapporo 1986: oro nei 1000 m e 3000 m.